# Savari

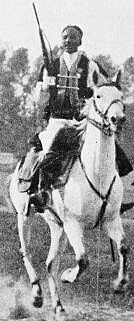
Savari della Libia italiana nel 1926

Savari erano truppe coloniali a cavallo, appartenenti all'esercito del Regno d'Italia in Libia.

## Storia
La parola "Savari" viene dall'arabo sāwārī (cavalieri).
Erano una specialità coloniale libica di cavalleria regolare di linea, organizzata come quella nazionale in squadroni e gruppi squadroni, differenziandosi per questi motivi degli spahis, che erano un corpo di cavalleria irregolare leggera. Erano montati su cavalli locali, piccoli ma veloci e resistentissimi. Erano diretti da ufficiali nazionali del Regio Esercito, mentre i libici potevano arrivare al grado di sciumbasci capo, corrispondente al maresciallo aiutante.
I Savari fecero parte del Regio Corpo Truppe Coloniali della Libia dal 1912 al 1943. Il 5º Squadrone savari fu costituito il 1912 a Bengasi, seguito l'anno successivo dal 1º, 2º e 3º Squadrone a Tripoli. Nell'ordinamento del 1928 il RCTC della Tripolitania schierava 7 squadroni e quello della Cirenaica 5 squadroni. Largamente impiegati nella riconquista della Tripolitania e specialmente della Cirenaica e del Fezzan negli anni trenta, i savari ricevettero tre Croci di guerra al V.M. per le azioni di el-Azizia, Zadio, Sid Es-Saiah, Tarhuna, Umm el Giuabi, Umm Mela, Bir Sciuref, Uadi Bu Taga. In quest'ultima azione furono proprio i savari a catturare il capo dei ribelli Omar al-Mukhtar.
All'inizio della seconda guerra mondiale le truppe coloniali libiche assommavano a circa 28000 soldati, dei quali oltre un migliaio erano Savari. I Savari soffrirono gravi perdite nell'Operazione Compass nel dicembre 1940 e successivamente fecero principalmente servizio di pattugliamento a cavallo nell'interno della Libia. Si distinsero nel contrastare le incursioni del Long Range Desert Group e dei francesi del generale Leclerc, difendendo le oasi di Ghat e Gadames nel 1941-1942. Nel gennaio 1943 il II Gruppo squadroni, inserito nel Settore di copertura di Zuara della Guardia alla frontiera, si distinse in azioni contro fortini di frontiera della Francia libera e nella protezione del fianco sinistro delle truppe italiane durante la ritirata verso la Tunisia.
I Savari furono disattivati e finirono le loro attività belliche nel gennaio 1943, dopo il ritiro delle forze militari italiane dalla Libia.

## Uniforme, equipaggiamento e gradi
L'uniforme e l'equipaggiamento dei Savari venne definito dall'ordine del giorno del 24 dicembre 1912. Come per gli àscari eritrei, ciascun reparto si distinguevano dai colori e dai motivi della fascia-distintivo di stoffa portata in vita, che riproducevano quello dello stendardo. Seppur con varie modifiche nel corso del tempo, i tratti distintivi dell'uniforme Savari erano la tachia) di feltro rosso granata con fiocco azzurro, sotto-tachia bianca e la farmula; questa era il tradizionale gilet con cordoncino, chiuso anteriormente da due alamari dello stesso cordoncino; il colore del panno e del cordoncino identificavano il reparto. Il fregio della cavalleria coloniale sul fez era quello dei palafrenieri, con cornetta, lance incrociate e fiamma; nel tondino il numero dello squadrone. L'armamento era costituito dal moschetto Mod. 91 da cavalleria con bandoliere in cuoio naturale Mod. 07 e Mod. 97 e dalla sciabola da cavalleria Mod. 71.
Fino al 1937 la gerarchia dei gradi era quella comune a tutte le truppe coloniali italiane. Il personale libico poteva arrivare fino al grado di sciumbasci capo, corrispondente al maresciallo aiutante. Dal 1939, quando la colonia libica divenne a tutti gli effetti territorio nazionale, con le provincie di Tripoli e di Bengasi, il personale militare libico si fregiò delle stellette e la gerarchia venne equiparata a quella nazionale, con particolari galloni per i gradi compresi tra soldato scelto libico ad aiutante libico.

## Curiosità
Amedeo Guillet comandò un gruppo di Savari, il 7º Squadrone Savari, nel 1937 e con essi partecipò alle celebrazioni legate alla dichiarazione di Mussolini di essere la Spada dell'Islam (ma, deluso dalla mancata promozione al grado di capitano promessagli dal generale Frusci al suo rientro dalla guerra di Spagna, chiese subito trasferimento in Eritrea).